# Беги (фильм Уве Болла)
«Беги́» (англ. Run) — будущий американский художественный фильм в жанре триллера режиссёра Уве Болла по его собственному сценарию. Главные роли в фильме исполняют Аманда Пламмер, Джеймс Руссо, Ульрих Томсен и Бархад Абди.

## В ролях
- Аманда Пламмер
- Джеймс Руссо
- Ульрих Томсен
- Бархад Абди
- Дэниел Саули
- Кристен Рентон
- Сэмми Шейк
- Мишель Кисси
- Маркус Хендерсон
- Костас Мэндилор

## Создание
В феврале 2024 года было объявлено о том, что Дэниел Саули, Кристен Рентон, Сэмми Шейк и Мишель Кисси получили ролм в фильме.
В апреле 2024 было объявлено о том, что Аманда Пламмер, Джеймс Руссо, Ульрих Томсен, Бархад Абди и Костас Мэндилор присоединились к актёрскому составу фильма.
В мае 2024 было объявлено о том, что фильм полностью снят в Башке (Хорватия), и что съёмки завершены.

## Выход
Международные продажи фильма осуществляются компанией UTA Independent Film Group, и в настоящее время ведутся переговоры о его выпуске в США.